# New Rockford
New Rockford is een plaats (city) in de Amerikaanse staat North Dakota, en valt bestuurlijk gezien onder Eddy County.

## Demografie
Bij de volkstelling in 2000 werd het aantal inwoners vastgesteld op 1463.
In 2006 is het aantal inwoners door het United States Census Bureau geschat op 1309, een daling van 154 (-10.5%).

## Geografie
Volgens het United States Census Bureau beslaat de plaats een oppervlakte van
4,0 km², waarvan 3,9 km² land en 0,1 km² water. New Rockford ligt op ongeveer 467 m boven zeeniveau.

## Plaatsen in de nabije omgeving
De onderstaande figuur toont nabijgelegen plaatsen in een straal van 32 km rond New Rockford.

## Geboren
- James Buchli (1945), astronaut